# Trường Đại học Việt Đức
Trường Đại học Việt Đức (tiếng Anh: Vietnamese–German University – VGU, tiếng Đức: Vietnamesisch-Deutsche Universität) là trường đại học công lập được thành lập ngày 1 tháng 9 năm 2008 theo Quyết định số 1196/QĐ-TTg của Thủ tướng Chính phủ. Trường được thành lập trên cơ sở thỏa thuận giữa Chính phủ Việt Nam và Chính phủ Đức. Hiện tại, tất cả các chương trình ở Đại học Việt Đức (VGU) đều do hầu hết giáo sư từ các trường đối tác Đức giảng dạy và sinh viên sẽ nhận được văn bằng chính thức từ các trường đối tác Đức. Những chương trình hiện tại được chọn từ các ngành kỹ thuật mũi nhọn của Đức và được giảng hoàn toàn bằng tiếng Anh. Trong quá trình học, sinh viên sẽ được học môn tiếng Đức. Đối với một số ngành, những sinh viên đạt kết quả học tập xuất sắc có thể được chọn để học một thời gian ngắn tại Đức với mức học phí không đổi, hoặc được đài thọ làm thực tập ở Đức hoặc trong các công ty Đức ở Việt Nam..

## Cơ cấu tổ chức
VGU theo mô hình đại học Đức về mặt học thuật và hành chánh. 

#### Ban Điều hành trường
Hội đồng trường là cơ quan quan trọng nhất trong cơ cấu tổ chức của VGU. Hội đồng trường gồm 20 thành viên. Các thành viên được đề cử bởi Bộ Giáo dục và Đào tạo Việt Nam và Bộ Giáo dục đại học, nghiên cứu và nghệ thuật bang Hessen. Mỗi bộ đề cử 10 người làm thành viên của Hội đồng trường. Chủ tịch của Hội đồng trường là GS. TS. Nguyễn Thiện Nhân, nguyên Bộ trưởng Bộ Giáo dục và Đào tạo Việt Nam. Ban Giám hiệu VGU gồm một Hiệu trưởng và bốn Hiệu phó. Mỗi Bộ sẽ đề cử hai Hiệu phó. Cơ cấu tổ chức của trường còn bao gồm Ban học thuật và cố vấn với 12 thành viên. Hiệu trưởng đầu tiên của trường là GS. TS. Wolf Rieck, khi ấy là Hiệu trưởng của trường Đại học Khoa học ứng dụng Frankfurt, Đức. Hiện nay, GS.TS Tomas Benz đang đảm nhiệm chức vụ Hiệu trưởng Trường Đại học Việt – Đức nhiệm kỳ 2018 – 2023.

#### Cơ cấu học thuật
Cơ cấu học thuật của VGU sẽ được phát triển song hành với sự phát triển chung của trường trong một vài năm tới. Dự kiến thành lập các trung tâm nghiên cứu đa ngành và các khoa đào tạo sau đại học.

## Khuôn viên trường
- Bình Dương: Đường Vành đai 4, Phường Thới Hoà, Thành phố Hồ Chí Minh.
- Cơ sở VGU trong thành phố Hồ Chí Minh: Tầng 5, Tòa nhà L'Mark Orchard Park View - 130-132 Hồng Hà, phường Đức Nhuận, TP. HCM